# Schermbloemdwergspanner
De schermbloemdwergspanner (Eupithecia tripunctaria) is een nachtvlinder uit de familie van de spanners, de Geometridae. De voorvleugellengte bedraagt tussen de 10 en 12 millimeter. De soort komt vooral voor in Europa en Noord-Amerika. Hij overwintert als pop.

## Waardplanten
De schermbloemdwergspanner heeft diverse schermbloemigen als waardplanten.

## Voorkomen in Nederland en België
De schermbloemdwergspanner is in Nederland en België een algemene soort, die verspreid over het hele gebied kan worden gezien. De vlinder kent jaarlijks twee generaties die vliegen van begin maart tot halverwege september.